# 19410 Guisard
19410 Guisard (1998 FW14) là một tiểu hành tinh vành đai chính được phát hiện ngày 26 tháng 3 năm 1998 bởi Khảo sát tiểu hành tinh OCA-DLR ở Caussols.